# U19型潜水艦
U19型潜水艦（U-19）はドイツ帝国海軍によって建造された潜水艦。同系艦はU-19からU-22まで。本項ではU-19についても記述する。

## 概要
U19型潜水艦は1911年10月にドイツ帝国海軍により建造が開始され、1913年6月にキールにて運用が開始された。
それまでのUボートはガソリンエンジンを動力としていたがガソリン動力には搭載燃料に対する航続距離が短く、ガソリンの性質上、気化しやすく中毒や引火の危険性があり、更に排気煙や炎が目立つという問題があり各国でディーゼル動力の潜水艦の開発が行われた。そしてディーゼル発祥の国であるドイツにて作られたU19型潜水艦はドイツ海軍で初めてディーゼルエンジンで駆動した潜水艦となった。その性能は期待されていたもの以上で、燃料消費量が減少した一方で信頼性と機動性が増加し、エンジンのメンテナンス性は大幅に簡略化された。海軍はこの性能に非常に満足し、U-41に至るまでその設計はそのまま使われた。一方で欠陥点もあり、高速域でのトルク値が予想よりも明らかに下がってしまい、これは12ノット以上では顕著だったため、1915年9月に交換、刷新された。

## 艦歴
U-19の艦長は1914年8月から1916年3月までコンスタンティン・コルベが務め、後にライムント・ワイスバッハ大尉（U-20にてヴァルター・シュヴァイガー中尉指揮の元、水雷長を務め英国のオーシャンライナー、ルシタニア号を沈めた経歴を持つ。この船を沈めた事は後にアメリカ合衆国との深刻な外交危機へと繋がった）とジャン・カール技師長が彼の後任を担った。
ワイスバッハとカールは1916年4月20日特殊な任務を遂行した。英国とアイルランドの間で発生した独立運動イースター蜂起の際、活動家ロジャー・ケースメントとアイルランド独立の為に戦っていた二人の仲間をアイルランド、バリーヘイジ湾のリバウ（ノルウェーの漁船に偽装したドイツ船籍の商船。かつては英国の商船SS カストロであったが、ドイツ海軍に拿捕されSMS リバウとして運用された。イースター蜂起の準備の為、アイルランドへ武器の密輸活動を行った）へと運ぶというものだ。
しかしアクシデントが発生し（一説には連絡に用いていたラジオの周波数帯を4月20日から23日の間変更するという事前連絡が商船側に伝わっていなかった）、ロジャーと二人の仲間はU-19によって、トラリー湾のバナ海岸に上陸した後、すぐに逮捕されてしまった。
U-19は29回の出撃を経験し、101,789トンを沈めた。
U-19が沈めた最大の船は1918年アイルランド、ラスリン島近くで沈めた英国の武装商船カルガリアン（17,515トン）。

## その後のU-19

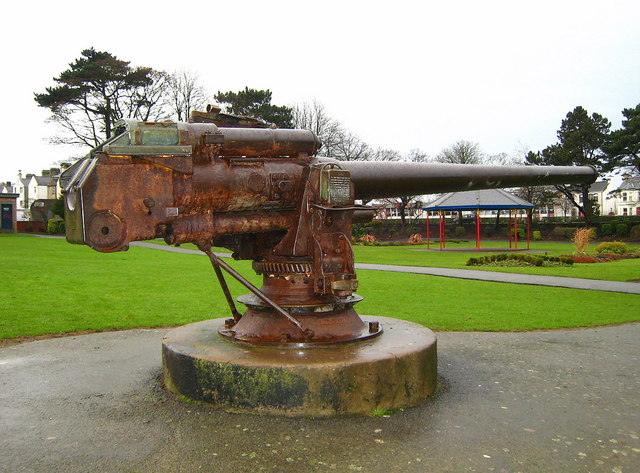
U-19の艦載砲（バンゴール戦争記念公園）

1918年11月19日、U-19はイギリスに降伏、移送され1919年から1920年の間にブライスにて解体された。主砲はバンゴールの人々に寄贈され、今も区内の戦争記念館近くの公園に展示されている。
これはユトランド沖海戦にてネスターに乗船し、多大な功績をあげた海軍司令官エドワード・ベリー・スチュワート・ビンガム（1916年ヴィクトリア十字章を授与）の生まれ育った町だからである。

## U-19によって沈められた船
- サンタマリア号（5.383トン、イギリス）
- ティベリア（4.880トン、イギリス）
- カルガリー（17.515トン、イギリス）